# 赫爾姆角 (加利福尼亞州)
赫爾姆角（英語：Helm Corner）是位於美國加利福尼亞州金斯縣的一個非建制地區。該地的面積和人口皆未知。

## 地理
赫爾姆角的座標為36°05′53″N 119°38′37″W / 36.09806°N 119.64361°W，而該地的平均海拔高度為59米（即194英尺）。